# مایک لوئیس (قایقران)
مایک لوئیس (انگلیسی: Mike Lewis؛ زادهٔ ۱۵ آوریل ۱۹۸۱) ورزشکار روئینگ اهل کانادا است.
وی در مسابقات کشوری و بین‌المللی در مجموع برندهٔ ۱ مدال برنز شده‌است.